# Aphilodon bidentatus
Aphilodon bidentatus är en mångfotingart som beskrevs av Lawrence 1955. Aphilodon bidentatus ingår i släktet Aphilodon och familjen Aphilodontidae. Inga underarter finns listade i Catalogue of Life.